# Fritz Giese

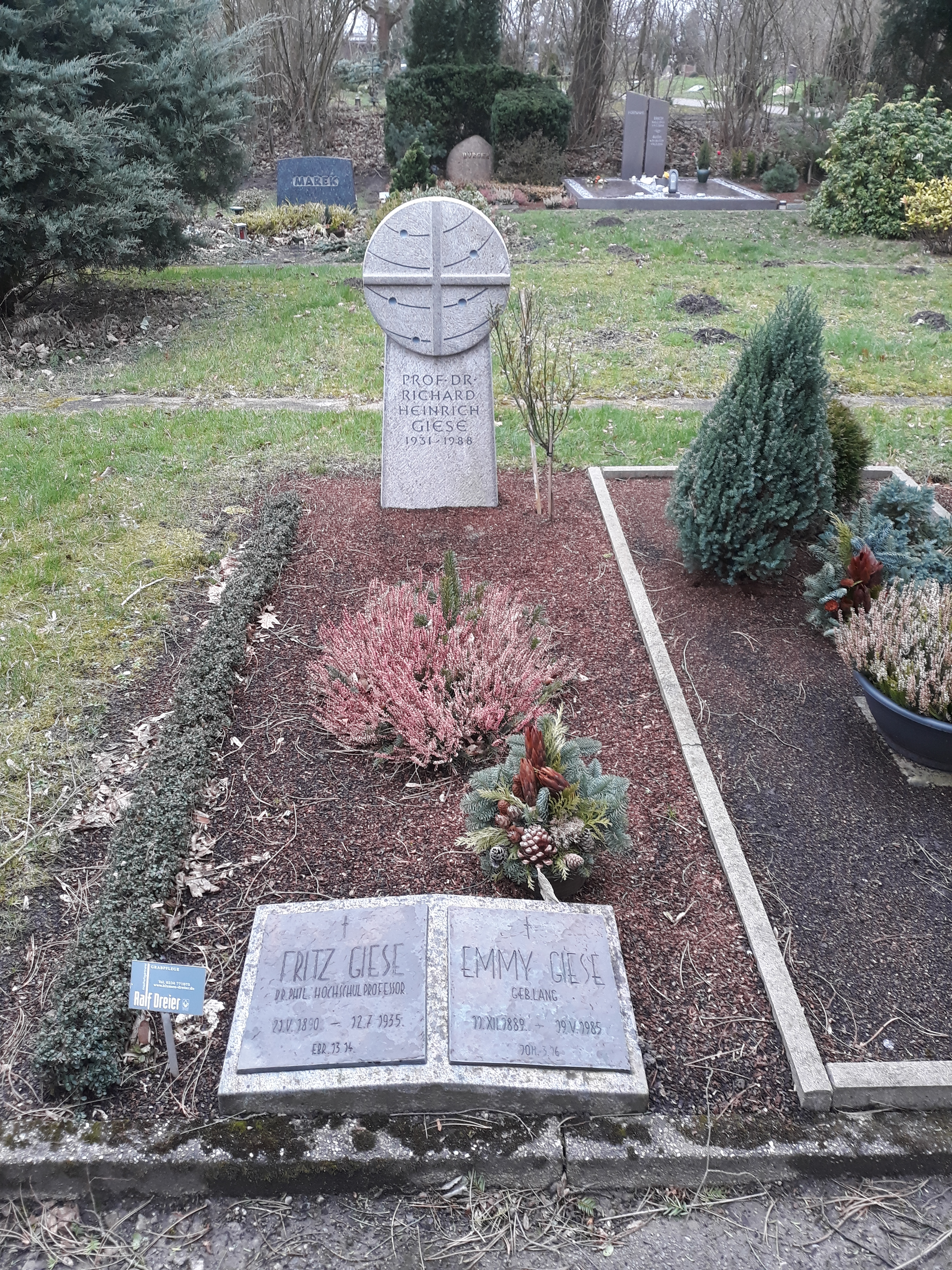
Das Grab von Fritz Giese und seiner Ehefrau Emmy im Grab ihres Sohnes auf dem Friedhof Querenburg in Bochum

Wilhelm Oskar Fritz Giese (* 21. Mai 1890 in Charlottenburg; † 12. Juli 1935 in Stuttgart (nach anderen Angaben Berlin)) war ein deutscher Psychologe, der sich insbesondere mit der Psychotechnik befasste. Daneben hat er als einer der ersten die Erkenntnisse der Tiefenpsychologie methodisch in die psychologische Diagnostik eingebaut und sich mit Fragen der Literatur, Arbeit, Sportmedizin und Musiktherapie beschäftigt.

## Leben

### Promotion und Tätigkeit in Halle
Giese, Sohn eines technischen Kaufmanns, studierte nach dem Abitur Germanistik und Philosophie, später Psychologie, Medizin und Physik an der Universität Leipzig und promovierte dort 1914 bei Professor Wilhelm Wundt mit einer Dissertation zum Thema Untersuchungen über die Zöllnersche Täuschung.
In der Folgezeit war er während des Ersten Weltkrieges als Psychologe auf einer Station für Hirnverletzte in der Landesheilanstalt Nietleben bei Halle tätig, wo er das erste deutsche Provinzialinstitut für praktische Psychologie begründete.
Darüber hinaus war er Autor von Fachbüchern wie Psychologische Beiträge (1916), Jugendhandbuch der Menschenkunde (1916), Über den Geschlechtsunterschied (1917), Weibliche Körperbildung und Bewegungskunst nach dem System Mensendieck (1920), Aufgaben und Wesen der Psychotechnik (1920), Psychologie und Berufsberatung (1920), Psychotechnik und Taylorsystem (1920, mit Frederick Winslow Taylor). Außerdem äußerte er sich in Denkschriften wie Die Idee einer Frauendienstpflicht (1916) zu den Möglichkeiten einer Dienstpflicht für Frauen. Dabei vertrat er Thesen zu einer vermeintlich „spezifisch weiblichen Arbeitsfähigkeit“, Frauen wären besser aufgrund ihrer Eigenschaften wie Monotoniefreudigkeit, Fingerfertigkeit, begrenztem Interesse und technischer Dummheit besser für Tätigkeiten wie etwa Fließbandarbeit geeignet.
1921 beauftragte ihn die juristische und staatswissenschaftliche Fakultät der Friedrichs-Universität Halle mit der Abhaltung von Vorlesungen und Übungen über Wirtschaftspsychologie. Zugleich folgten in den nächsten Jahren Veröffentlichungen wie Psychotechnische Eignungsprüfungen an Erwachsenen (1921), Berufspsychologie und Arbeitsschule (1921) und Psychologisches Wörterbuch (1921), mit dem er den Grundstein für Dorschs Psychologisches Wörterbuch legte, Psychologie und Psychotechnik (1922).

### Professor an der TH Stuttgart
1923 folgte Giese einem Ruf als Privatdozent für Psychologie und Pädagogik an die TH Stuttgart, wo er ein Psychotechnisches Laboratorium aufbaute. Zugleich erschienen Fachbücher wie Berufspsychologische Beobachtungen im Reichstelegraphendienst (Telephonie und Siemensbetrieb) (1923), Psychotechnisches Praktikum (1923), Die Lehre von den Gedankenwellen (1924), Das ausserpersönliche Unbewusste (1924), Körperseele (1924), Psychoanalytische Psychotechnik (1924), Psychologische Massenprüfungen für Zwecke der Berufsberatung (1924, Mitautorin seine Gattin Emmy Lang), Theorie der Psychotechnik (1925), Geist im Sport (1925), Girlkultur (1925), Handbuch psychotechnischer Eignungsprüfungen (1925), Die Frau als Atmosphärenwert (1926), Zeitgeist und Berufserziehung (1927), Methoden der Wirtschaftspsychologie (1927), Erlebnisformen des Alterns (1928), Die öffentliche Persönlichkeit (1928), Psychotechnik in der Erziehung (1928), Das freie literarische Schaffen bei Kindern und Jugendlichen (1928), Arbeits- und Berufspsychologie (1928), Psychologie der Arbeitshand (1928) und Wirtschaft und Psychotechnik (1929).
1929 wurde er Professor für Psychologie an der TH Stuttgart. Neben seiner Lehrtätigkeit befasste er sich mit Forschungen zur Kulturpathologie, Vermassung und Verkehrspsychologie. Nachdem er 1931 den Ruf auf eine Professur an der Universidade Federal do Rio de Janeiro abgelehnt hatte, folgten 1932 Gastprofessuren an der Universität Complutense Madrid und der Universität Barcelona.
Des Weiteren setzte Giese, der förderndes Mitglied der Hitlerjugend war, seine umfangreiche fachliterarische Tätigkeit fort und veröffentlichte nach einer deutschen Ausgabe von John B. Watsons Behaviorismus unter dem Titel Der Behaviorismus (1930) weitere Fachbücher wie Psychologische Beobachtungstechnik bei Arbeitsproben (1931), Philosophie der Arbeit (1932), Psychologie als Lehrfach und Forschungsgebiet auf der Technischen Hochschule (1933) und Nietzsche, die Erfüllung (1934).
1939 erschien schließlich posthum das von ihm überarbeitete und von Theodor Elsenhans begründete Lehrbuch der Psychologie.